# Jumpsztag

Jumpsztagi (10) biegnące przez noki jumpsalingów (9), pomiędzy którymi zamocowano sztag (16).

Jumpsztag – lina olinowania stałego usztywniająca górną część masztu od strony dziobu. Stosowany w takielunku ułamkowym układ jumpsztag - jumpsaling przeciwdziała wyginaniu masztu w kierunku rufy na odcinku pomiędzy mocowaniem sztagu a mocowaniem achtersztagu (lub baksztagów). Jumpsztagi często występują parami rozparte tzw. jumpsalingiem rozwidlonym, ponieważ ułatwia to bezkonfliktowe poprowadzenie między nimi sztagu.